# Якуб Кулмый
Якуб Кулмый (баш. Яҡуп Ҡолмой; настоящее имя Якуб Хайруллович Кульмухаметов; 7 сентября 1918, деревня Канакаево, Стерлитамакский уезд Уфимской губернии — 11 октября 1994, Канакаево, Башкортостан) — башкирский поэт и журналист, автор текстов песен. Участник Великой Отечественной войны. Заслуженный работник культуры Башкирской АССР (1978), Заслуженный деятель искусств Башкирской АССР (1987).

## Биография
Якуб Хайруллович Кульмухаметов (Якуб Кулмый) родился 7 сентября 1918 года в Ишимбайском районе. В крестьянской семье родителей было четыре сына и две дочери. Его мать умерла, когда Якубу было три года. В новом браке отца родилось ещё двое детей.

Близ Ишимбая на отрогах Таратау раскинулась башкирская деревня под поэтическим названием Канакай. Около аула протекает небольшая песенная река Селеук, воспетая поэтами, вкусившими её воды с детства. Эти удивительно красивые по природе места не могли не породить вдохновенных певцов родного края. И такие певцы появились…— Гилемдар Рамазанов.
В 14 лет Якуб ушел пешком учиться в Уфу. В 1934—1935 годах учился в Стерлитамакском педагогическом техникуме, затем до 1939 года работал в газете «Ленинсе».
В 1939 году призван в Красную Армию. Служил в 91 Кавказском горно-кавалерийском полку 17 горно-кавалерийской дивизии (Закавказский ВО) замполитом 1-го эскадрона. Части дивизии дислоцировались в Армении. В августе 1941 года дивизия участвовала в Иранской операции. В первой половине ноября 1941 дивизия была переброшена на Западный фронт.
Участник обороны Москвы. В ноябре - декабре 1941 17 горно-кавалерийская дивизия участвовала в оборонительных боях на подступах к Москве. После тяжёлого ранения отправлен в тыловой госпиталь (г. Оренбург). После излечения  до 1946 года служил в запасном полку в г. Белебей Башкирской АССР.
В послевоенные годы учился в высшей комсомольской школе при ЦК ВЛКСМ, работал собственным корреспондентом, литературным сотрудником газет «Кызыл Башкортостан» (1945—1946), «Ленинсе» (1951—1953), «Кызыл тан» (1953—1958).
В 1958—1978 годах работал на радио, в редакции литературных передач Государственного комитета по телевидению и радиовещанию при Совете Министров БАССР.

## Сочинения
Автор более 20 сборников стихов и поэм: «Шаг» («Аҙым», 1940), «Красота жизни» («Йәшәү йәме», 1962), «Красота души» («Күнел күрке», 1971); писал стихи для детей, очерки о творчестве ведущих деятелей башкирского театрального искусства.

### Избранные произведения[2]
- Берҙәмлек. Шиғырҙар. (Единство. Стихи) — Уфа, 1968.
- Һайланма әҫәрҙәр. (Избранные произведения) — Уфа, 1968.
- Кулмый Я. Берёза и любовь : Стихотворения и поэма / Пер. с башк.: Г. Хайретдинов. — Уфа: Башк. кн. изд-во, 1973. — 83 с. — 5000 экз.
- Кулмый Я. Маленький батыр : [Поэма: Для мл. шк. возраста] / Пер. с башк.: Б. Романов. — Уфа: Башк. кн. изд-во, 1977. — 32 с. — 100 000 экз.
- Кулмый Я. Уральские зори : Стихи, поэма. — Уфа: Китап, 1999. — 137 с. — (Литературное наследие). — 2000 экз. — ISBN 5-295-02311-7.
- Кулмый Я. Я слышу сердцем. Стихи и поэма / Авториз. пер. с башк. — Уфа: Башкнигоиздат, 1966. — 159 с. — (Циклы: Щедрая земля. – Дорога к дому. Поэма: Мужество). — 3300 экз.

## Награды и признание
- Орден Отечественной войны 2-й степени (1985);
- Заслуженный работник культуры Башкирской АССР (1978);
- Заслуженный деятель искусств Башкирской АССР (1987).

## Память
В мае 2013 г. в д. Канакаево был установлен бюст Я. Кулмыя